# Lillehammer
Lillehammer je město v jihovýchodním Norsku, v samosprávné obci (okrese, norsky: kommune) Lillehammer v kraji (norsky: fylke) Innlandet. Je správním centrem kommune a má 21.468 obyvatel (stav k 1. lednu 2024) 
Lillehammer je tzv. tettsted, tedy osada, která se pro statistické účely považuje za město. Nachází se v centru stejnojmenné samosprávné kommune. Zatímco kommune Lillehammer má rozlohu 477,94 km², činí rozloha města Lillehammer pouze 11,53 km². V kommune Lillehammer jsou pak kromě města Lillehammer také Jørstadmoen, Fåberg, Vingrom, Vingnes a ještě další tettstedy. V roce 1994 se ve městě, ležícím u jezera Mjøsa, konaly zimní olympijské hry, následné paralympijské hry a v roce 2016 zimní olympijské hry mládeže.

## Geografie
Lillehammer leží 137 km severně od hlavního města Oslo, v údolí Gudbrandsdalen u nejsevernějšího cípu jezera Mjøsa, které je rozlohou největší v Norsku. Do jezera se u Lillehammeru vlévá řeka Lågen, která teče ze severu, z údolí Gudbrandsdalen. Od východu přitékají směrem k Lillehammeru dvě řeky, Mesna a Åveita. V městské oblasti Lillehammeru se Åveita vlévá do Mesny, která se pak vlévá do jezera Mjøsa.
Město je oblíbeným cílem sportovců a turistů, neboť má vynikající podmínky pro lyžování (areál Hafjell, asi 10km severně od města) a ostatní outdoorové aktivity.

## Podnebí

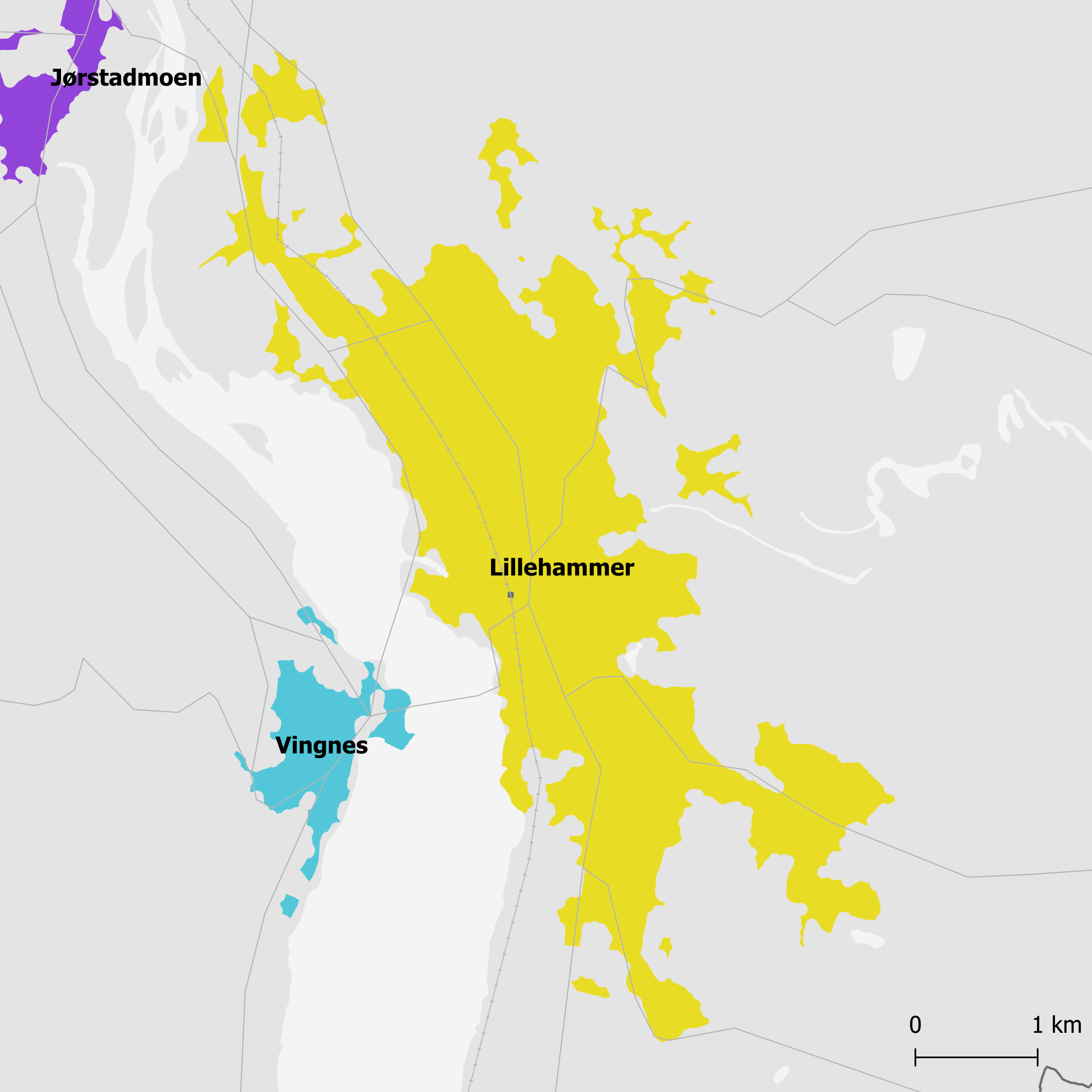
Mapa tettstedů Lillehammer, Jørstadmoen a Vingnes

Město se nachází ve vnitrozemí, v závětří Skandinávského pohoří, které brání přechodu teplejšího mořského vzduchu. Proto je klima v Lillehammeru kontinentální s chladnou zimou a mírně teplým létem. Průměrná denní teplota v lednu dosahuje −9 °C, v červenci 14 °C a průměrný roční úhrn srážek je 761 mm.

## Dějiny

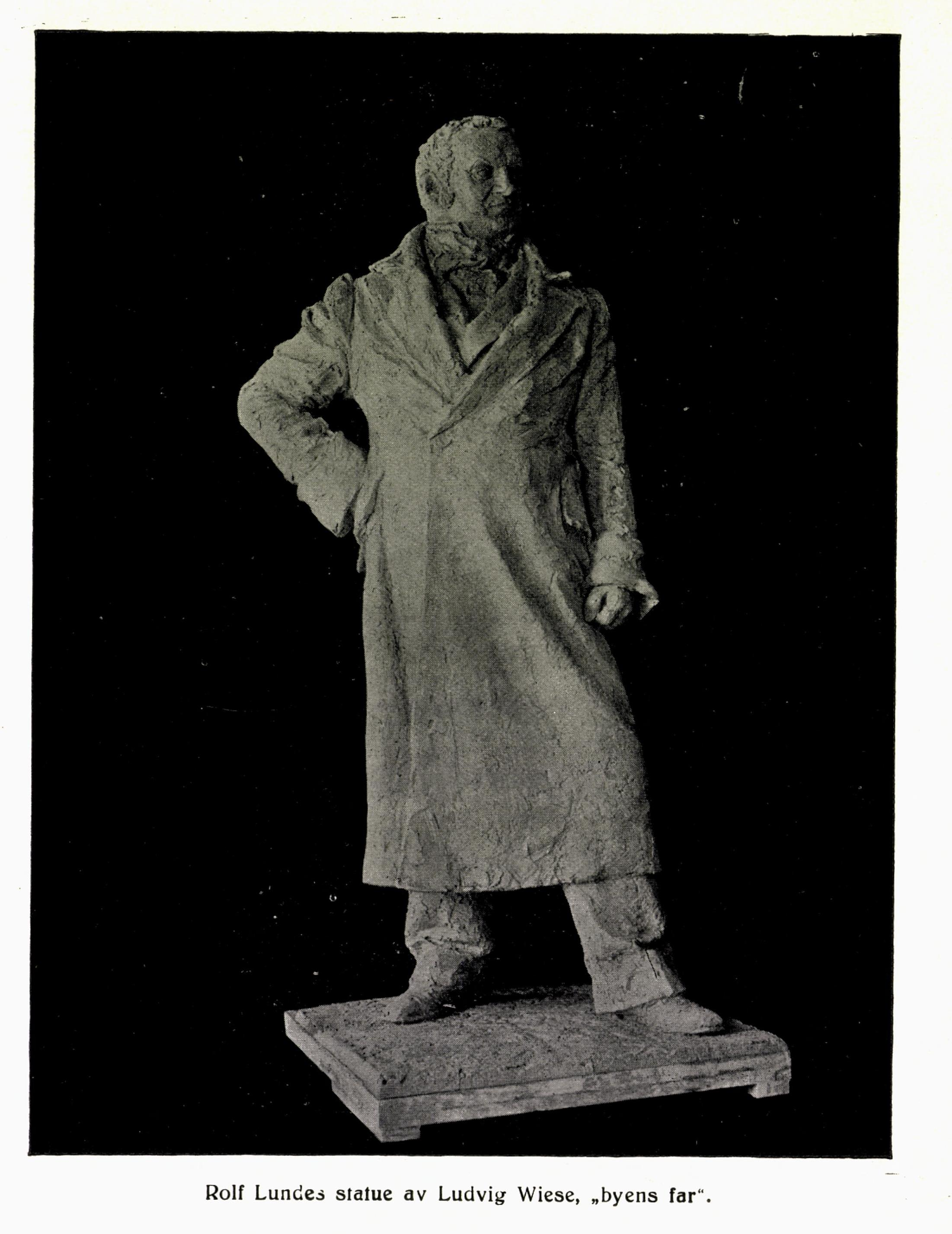
Socha zakladatele města, kterou vytvořil Rolf Lunde.

Byla to malá osada s asi 50 obyvateli, které byla udělena obchodní práva a v srpnu 1827 se z ní stal kjøpstad. Cílem bylo vytvořit zastávku pro cestující a překladiště zboží na strategicky výhodném místě na severním konci jezera Mjøsa a na jižním konci dopravního koridoru Gudbrandsdalen. V roce 1827 získal Lillehammer také svůj první městský plán. Město vzniklo kolem farmy Hammer. Plán města obsahoval dvě ulice probíhající převážně paralelně s břehem jezera Mjøsa, které protínalo deset ulic příčných. Status města získal Lillehammer až v roce 1842. Během dvou let počet obyvatel vzrostl na 360. V roce 1842 byla Lillehammeru udělena městská práva. V roce 1856 byl na jezeře uveden do provozu parník Skibladner. V roce 1894 následovalo napojení na norskou železniční síť.  
V roce 100. výročí získání městského statutu byla odhalena na náměstí Lilletorget socha zakladatele, za kterého je považován obchodník Ludvig Wiese. 
Kolem roku 1900 se město výrazně rozrostlo a v roce 1912 byla mimo centrum postavena rezidenční čtvrť. Oproti stávajícímu městu neměla nová čtvrť uliční uspořádání připomínající šachovnici. Později město rostlo hlavně dále na sever. Do konce roku 2019 bylo město Lillehammer správním centrem kraje Oppland. Ten byl  od 1. ledna 2020 sloučen s krajem Hedmark čímž vznikl nový kraj Innlandet. Jeho novým správním centrem se stalo město Hamar a Lillehammer zůstal správním centrem v kommune Lillehammer.

## Doprava
Evropská silnice E6 vede na západním břehu jezera Mjøsa od jihu na sever a naproti Lillehammeru ve vesnici Vingnes přes most do města Lillehammer. Odtud pokračuje dále na sever. V jižním směru vytváří mimo jiné spojení s městem Hamar, správním centrem kraje (fylke) Inlandet. Železniční trať Dovrebanen vede po východním břehu jezera Mjøsa do Lillehammeru. Od Lillehammeru vede dále na sever do značné míry rovnoběžně s E6 do Trondheimu. Vlakové nádraží v Lillehammeru bylo otevřeno v roce 1894, kdy byla uvedena do provozu železniční trať z Hamaru do Tretten. Vlakové nádraží je asi 185 kilometrů od hlavního nádraží Oslo S.

## Hospodářství
Město je ekonomickým centrem pro celý region Gudbrandsdalen. Zatímco průmysl ztratil na významu, obchod a sektor služeb nabyly na významu. Mnoho lidí z regionu dojíždí do kommune a do města Lillehammer.

## Vzdělávání a pamětihodnosti

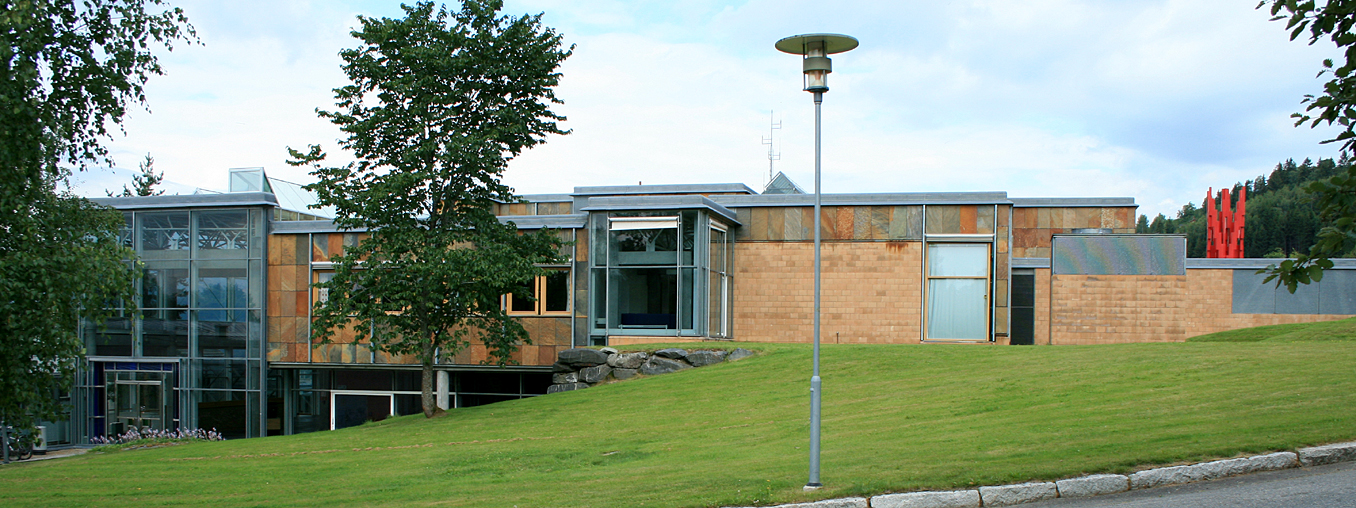
Høgskolen i Lillehammer

Ve městě se nachází kampus Høgskolen i Innlandet (HINN). Samostatná univerzita Lillehammer (Høgskolen i Lillehammer) existovala v Lillehammeru do konce roku 2016. K 1. lednu 2017 byla sloučena s univerzitou Hedmark 
V Lillehammeru sídlí Norská filmová škola (Den norske filmskolen), Norská humanistická akademie (C – Norsk humanistisk akademi) a vojenská vysoká škola Cyberingeniørskolen (dř. FIH, Forsvarets Ingeniørhøgskole).

### Muzea

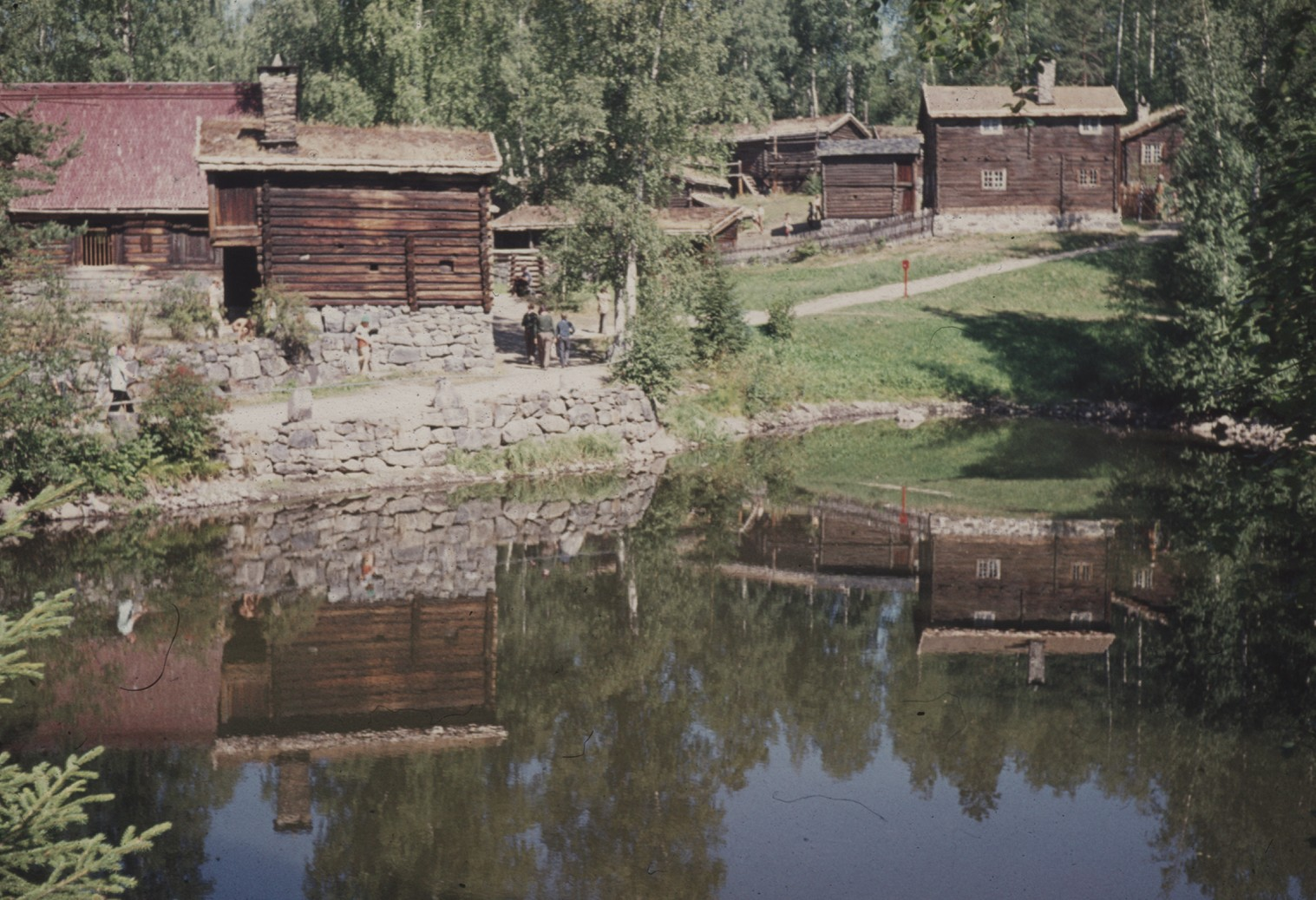
Maihaugen

Muzeum kulturní historie Maihaugen bylo otevřeno v roce 1904 jako regionální muzeum pro region Gudbrandsdalen. Je to rozsáhlý skanzen s téměř dvěma stovkami historických staveb pocházejících ze vzdálené minulosti ale i moderní doby. Součástí skanzenu je i muzeum a ukázky lidových tradic a řemesel; také Poštovní muzeum (Postmuseet) a Norské olympijské muzeum (Norges Olympiske Museum). Na zimní olympiádu Norsko vynaložilo dvě miliardy norských korun. 

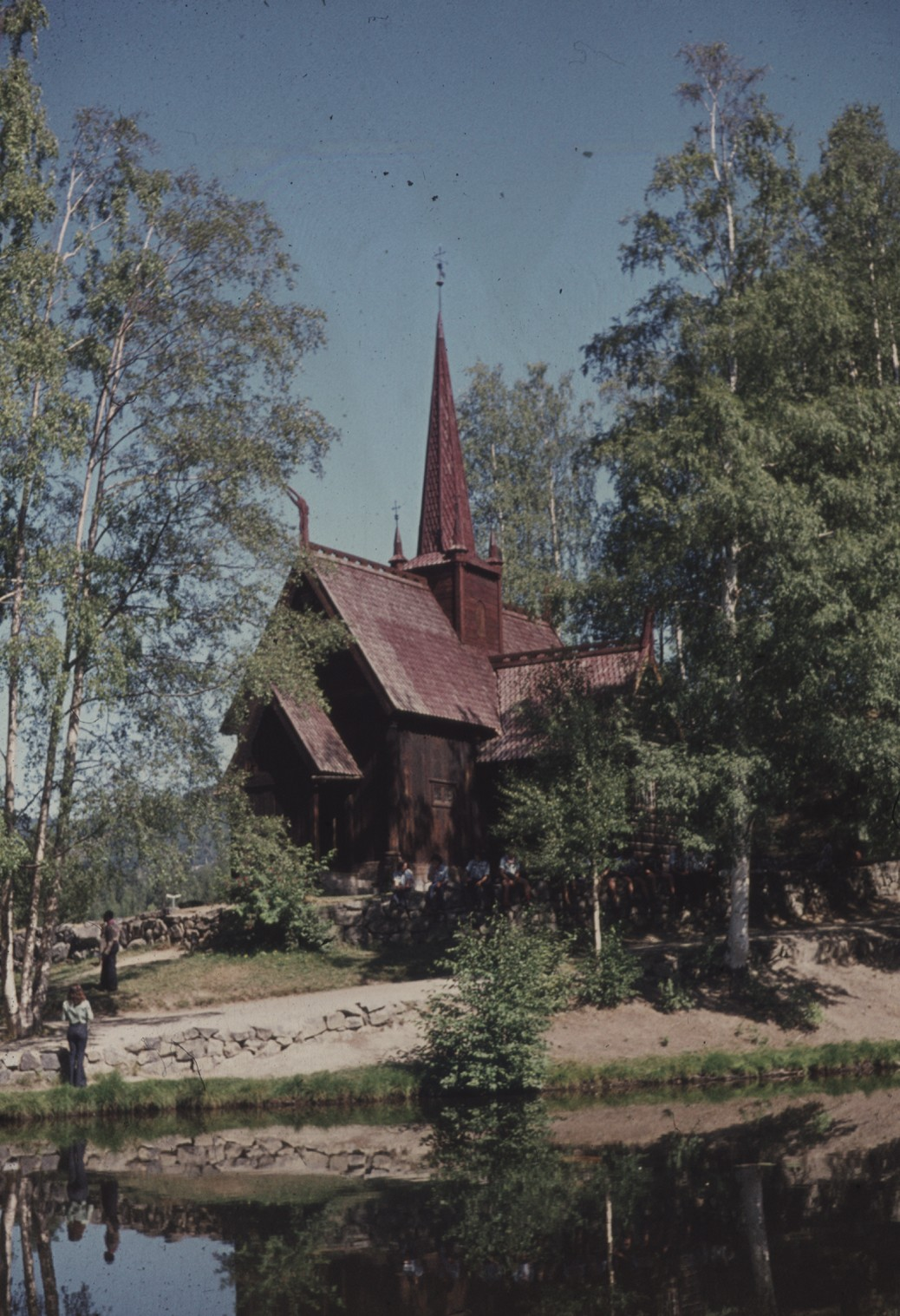
Stavkirke Garmo

Ve skanzenu Maihaugen se nachází roubený kostel stavkirke. Má půdorys kříže a původně byl postaven v Garmo kolem roku 1200 jako Stavkirke Garmo na území dnešní kommune Lom. Na počátku 20. století byl ale přemístěn do skanzenu Maihaugen a zrekonstruován na muzeum. Při rekonstrukci byla použita většina materiálů z původní budovy kostela.

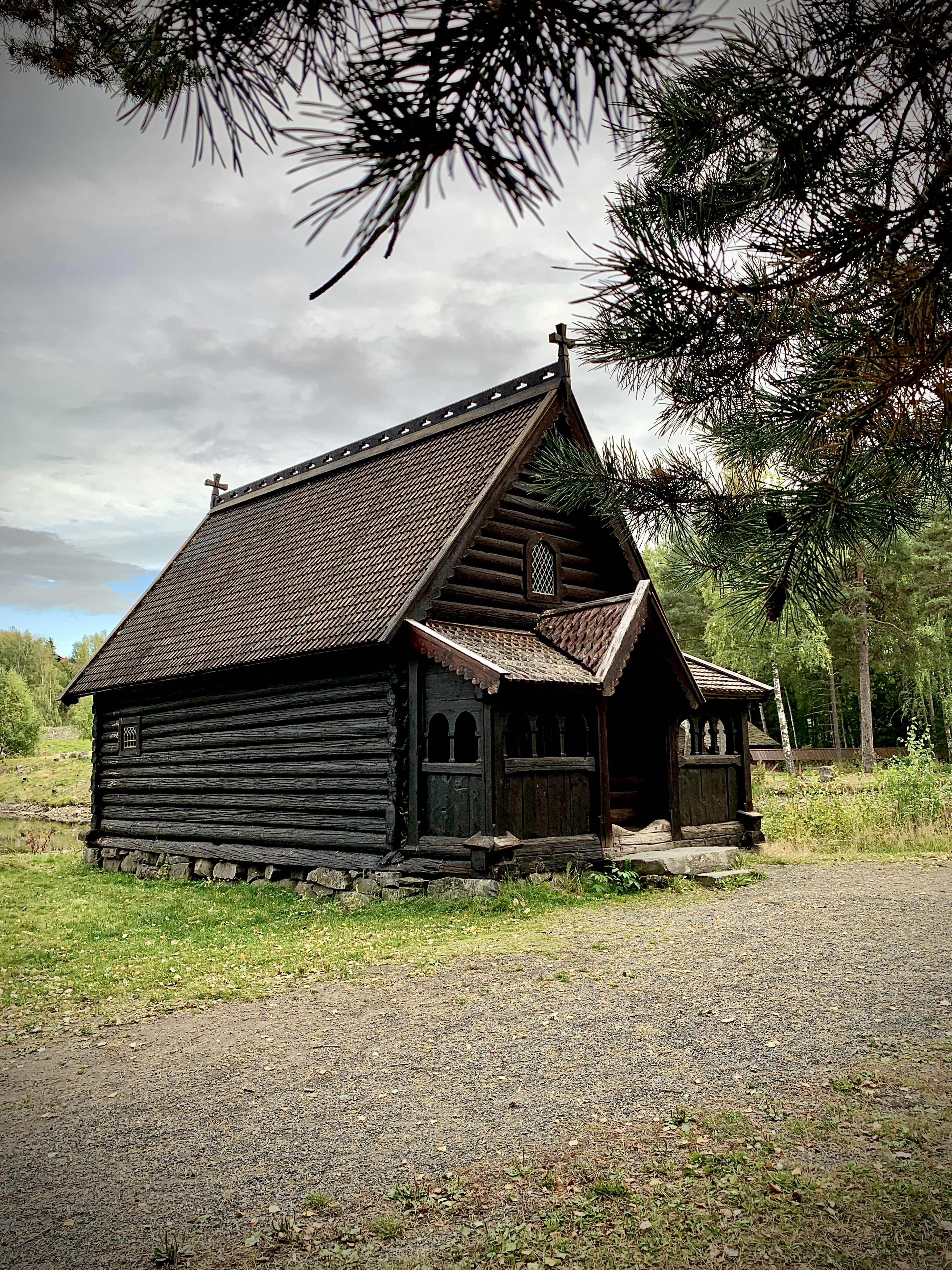
Fiskerkapellet

Ve skanzenu jsou také dvě kaple, Isumkapellet a Fiskerkapellet.
Fiskerkapellet (rybářská kaple) ve skanzenu Maihaugen je jedinou dochovanou stavbou šindelového kostela ze středověku v Norsku. Byla postavena v roce 1459 a původně prý stála na ostrově v deltě řeky Lågen ve Fåbergu. V letech 1903-4 byla přemístěna do Maihaugenu. Tam se dvakrát stěhovala a od roku 1937 stojí u jezera Breisjøen.

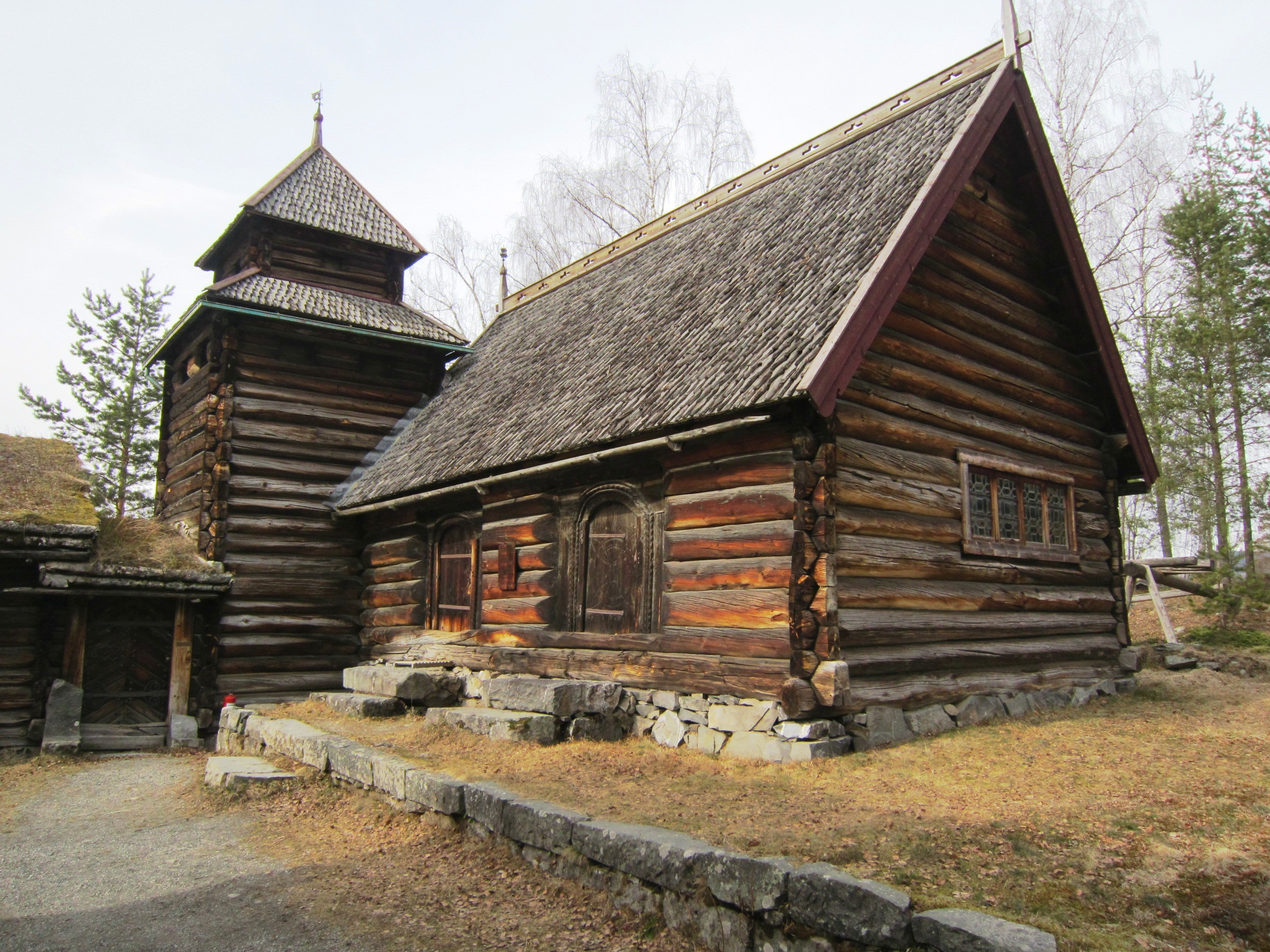
Isumkapellet

Isumkapellet je kaple z roku 1912. Písemné prameny z 18. století říkají, že ve středověku byla na farmě Isum v kommune Sør-Fron kaple. Zakladatel Maihaugenu Anders Sandvig věřil, že pozůstatky této kaple našel, když v Isumu našli stodolu se zbytky starší malířské výzdoby. Byla postavena kolem roku 1630. Budova byla zakoupena pro muzeum a zrekonstruována jako kaple. Nebyla však vysvěcena a od svého postavení v roce 1912 sloužila k bohoslužbám jen několikrát.

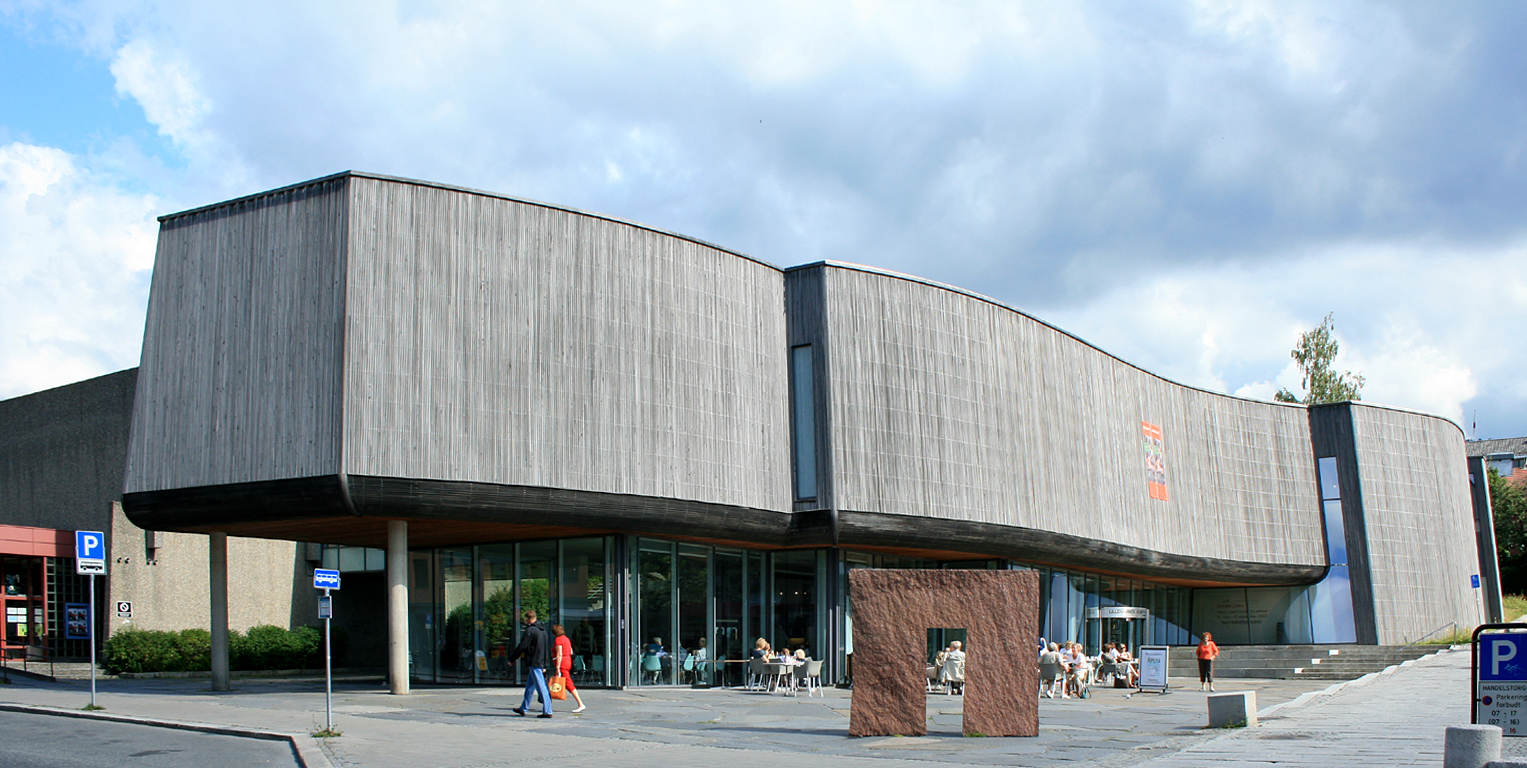
Muzeum umění v Lillehammeru

Ve městě je také Muzeum umění (Lillehammer Kunstmuseum). Nachází se v centru města a dominuje svému okolí. Vzniklo přestavbou původního muzea u příležitosti konání olympijských her v roce 1994. Budovu muzea navrhla architektonická kancelář Snøhetta.

### Kostely

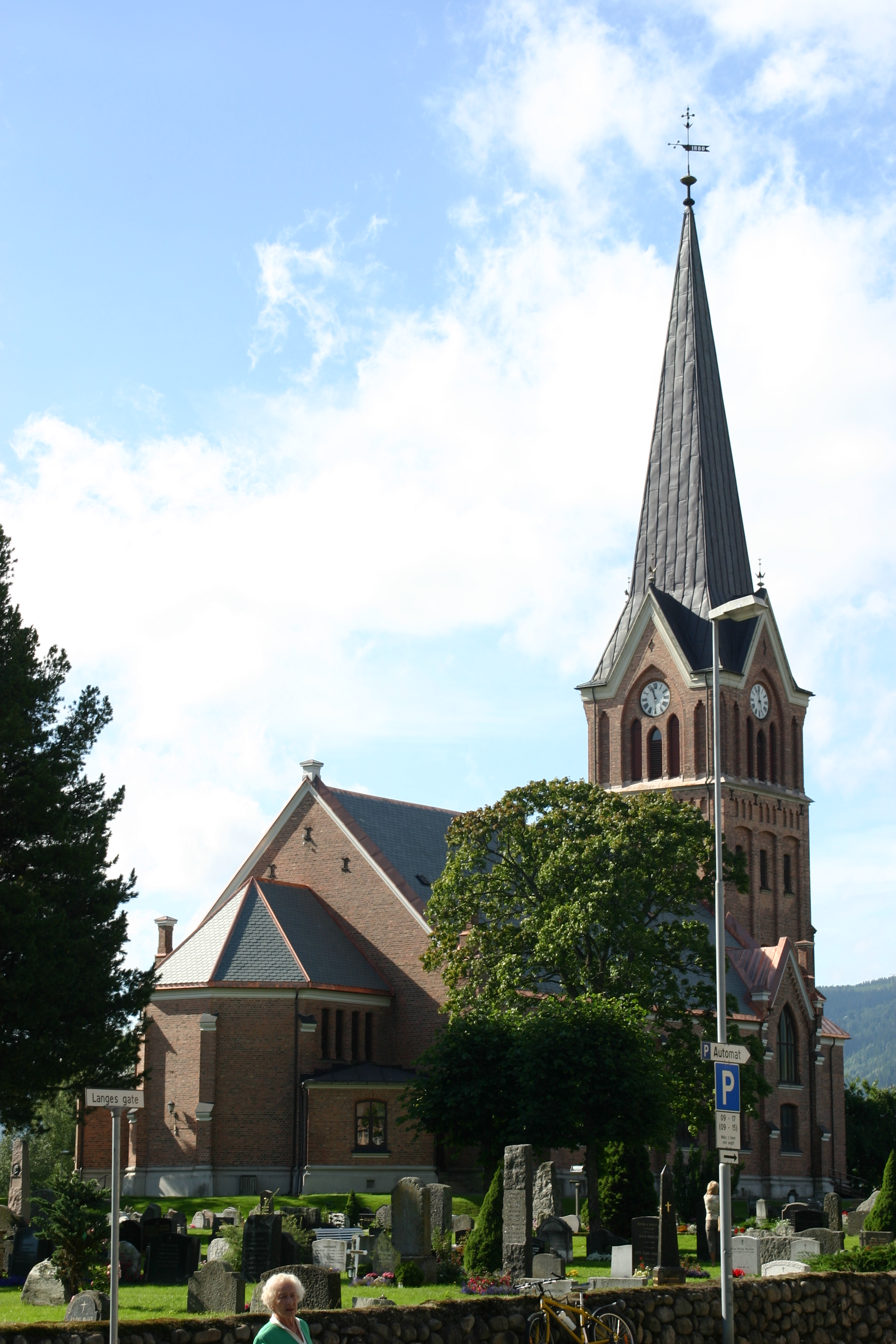
Lillehammer kirke

Lillehammer kirke ve městě Lillehammer je farní kostel norské církve. Je to kostel pro farnost Lillehammer, který je sídlem děkanství Sør-Gudbrandsdal prosti v diecézi Hamar. Červený, cihlový kostel byl postaven v dlouhém kostelním designu v roce 1882 podle plánů vypracovaných architektem Henrikem Thrap-Meyerem. Kostel má kapacitu asi 650 lidí. V roce 1959.byl přestavěn.

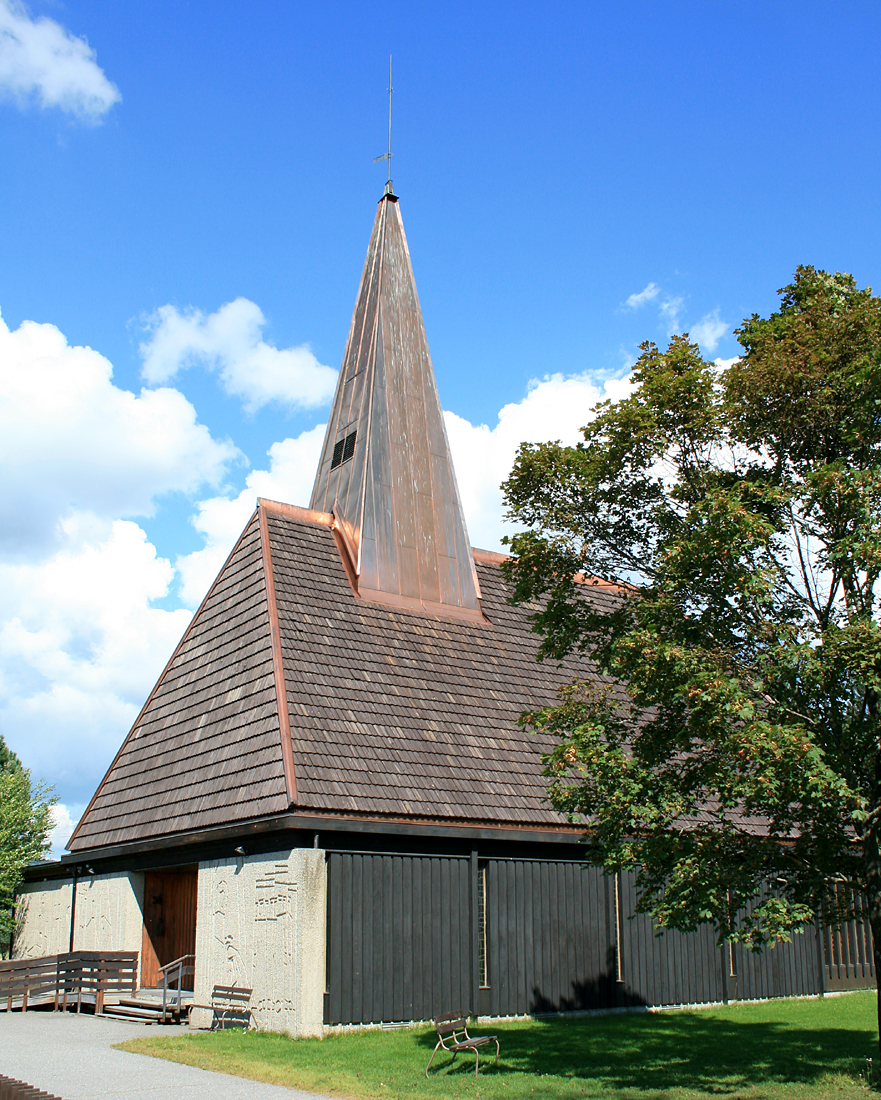
Søre Ål kirke

Søre Ål kirke je farní kostel norské církve. Nachází se v jižní části města Lillehammer. Je to kostel pro farnost Søre Ål, která je součástí děkanství Sør-Gudbrandsdal prosti v diecézi Hamar. Šedý betonový kostel byl postaven roku 1964 v pravoúhlém designu podle plánů vypracovaných architektem Bjarnem Bystadem Ellefsenem. Kostel má kapacitu asi 200 lidí.

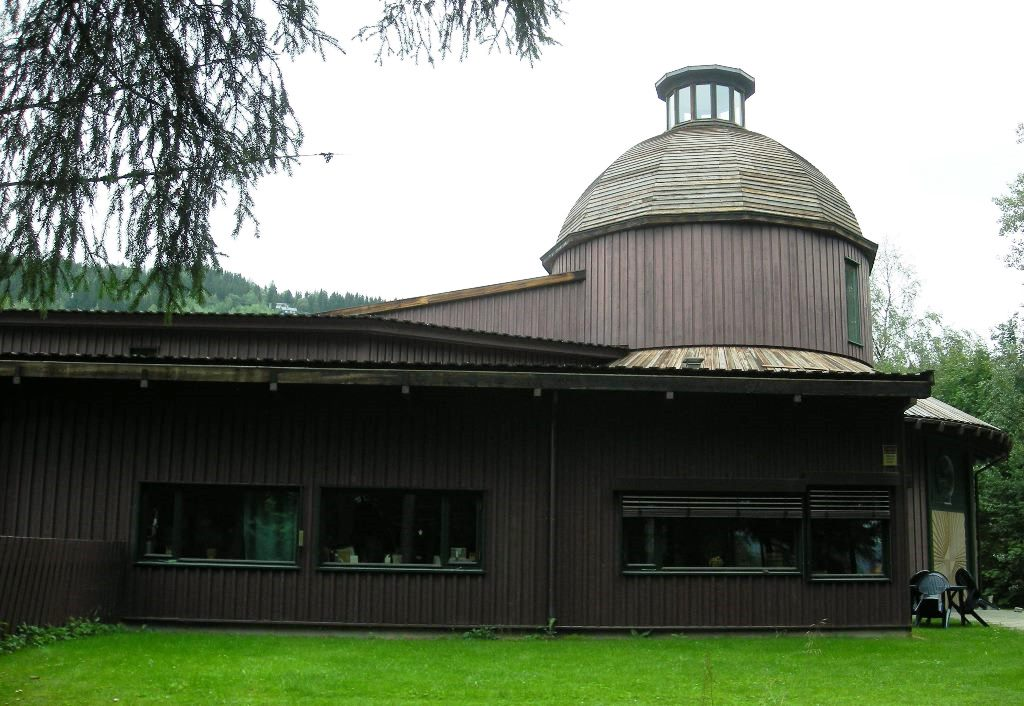
Nordre Ål kirke

Nordre Ål kirke je farní kostel norské církve. Nachází se ve městě Lillehammer. Je to kostel pro farnost Nordre Ål, která je součástí děkanství Sør-Gudbrandsdal prosti v diecézi Hamar. Hnědý, betonový a dřevěný kostel byl postaven ve tvaru vějíře v roce 1994 podle plánů architekta Willyho Sveena. Kostel má kapacitu asi 550 lidí.

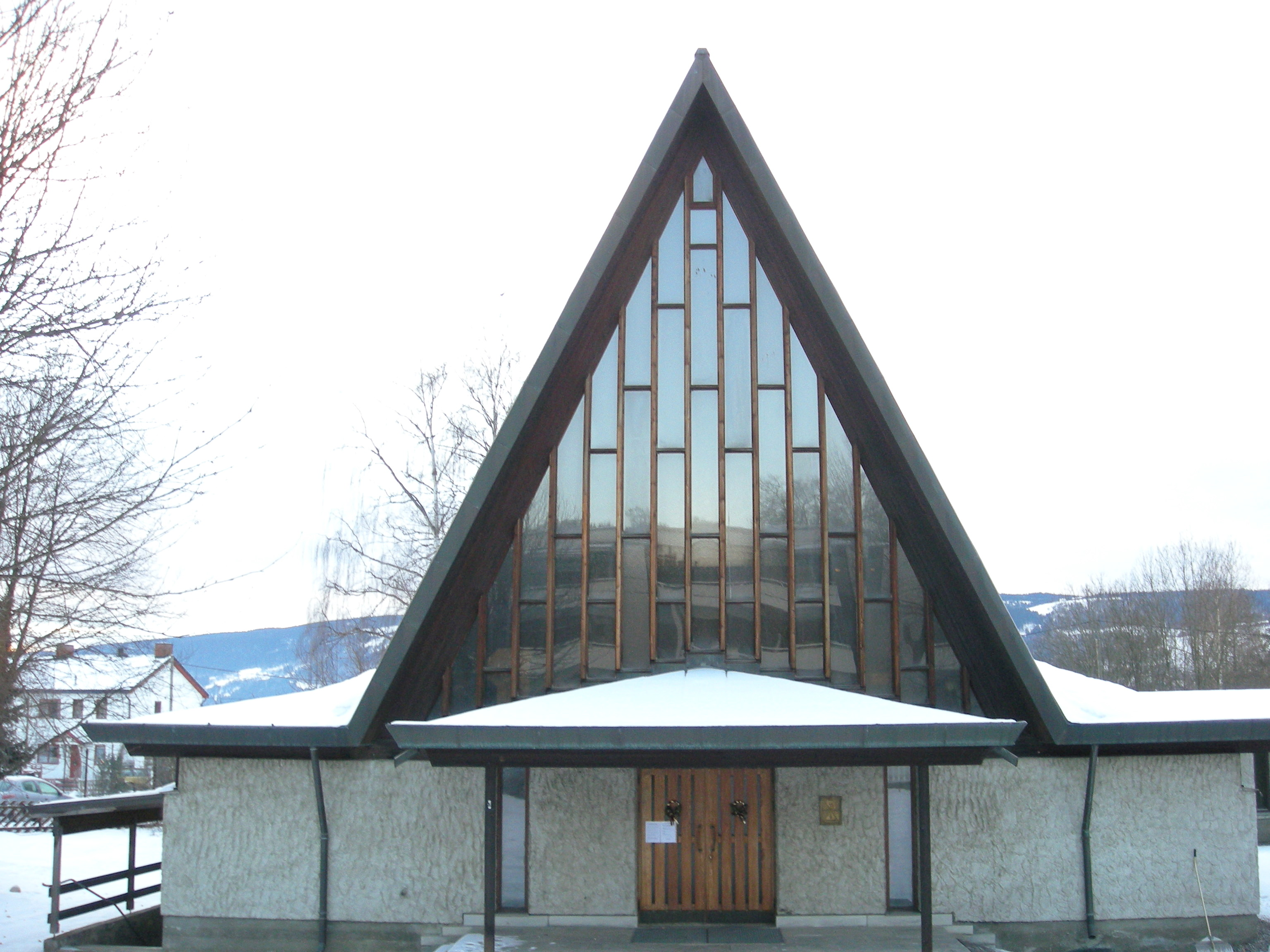
Mariakirken Lillehammer

Mariakirken på Lillehammer (kostel Panny Marie) je kostel katolické farnosti Panny Marie v Lillehammeru. Nachází se v Suttestad, v jižní oblasti města. Komunita byla založena v roce 1956 a do roku 1970 se bohoslužby konaly v soukromé kapli. V tomto roce byl postaven hlavní kostel podle plánů architekta Carla Corwina. Ke 40. výročí byl v roce 2010 kostel vysvěcen biskupem Berntem Eidsvigem.

## Název
Obyvatelé města se nazývají Lillehamring. Jméno Lillehammer znamená Malý Hamar a stojí v kontrastu ke Storhamar (Velký Hamar), farmě, která dala jméno jižně ležícímu městu Hamar. Základní termín hamar se používá pro hory s alespoň jednou strmou stranou. Lillehammer se objevuje i ve starších pramenech pod názvem Litlikaupangr, což naznačuje, že Lillehammer byl ve vrcholném středověku tržištěm (Kaupang).

## Sport

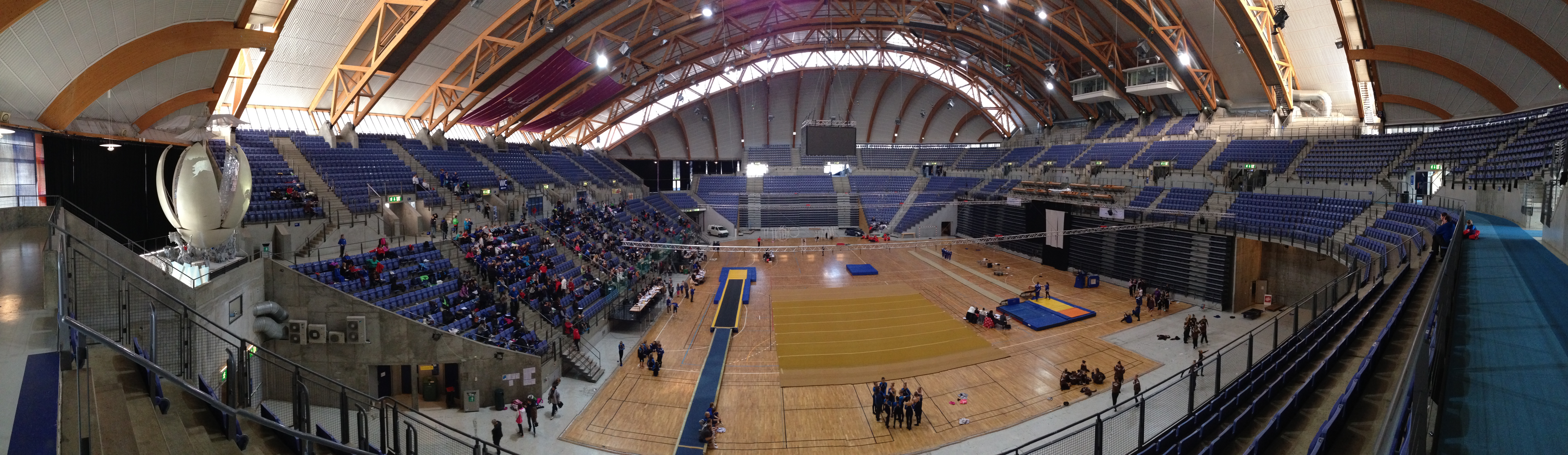
Håkons hall, Lillehammer

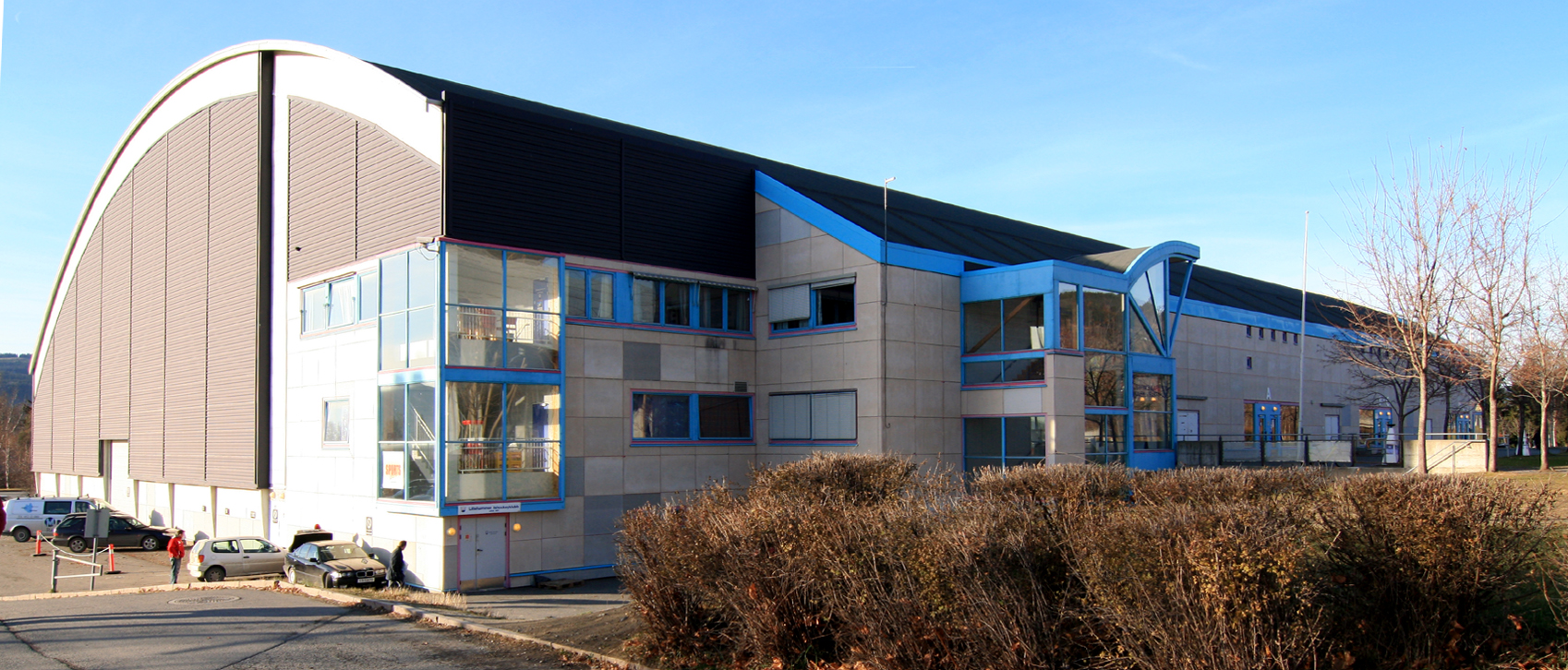
Kristins hall, Lillehammer

V Lillehammeru se konaly zimní olympijské hry 1994. V okolí města je několik zařízení pro zimní sporty. V samotném městě se nachází Håkons Hall, víceúčelová hala, která se využívá mimo jiné také pro lední hokej. Dokončena byla v roce 1993. Menší hokejová hala Kristins Hall byla otevřena roku 1988 a od té doby je domovem profesionálního hokejového klubu Lillehammer IK z GET ligy.

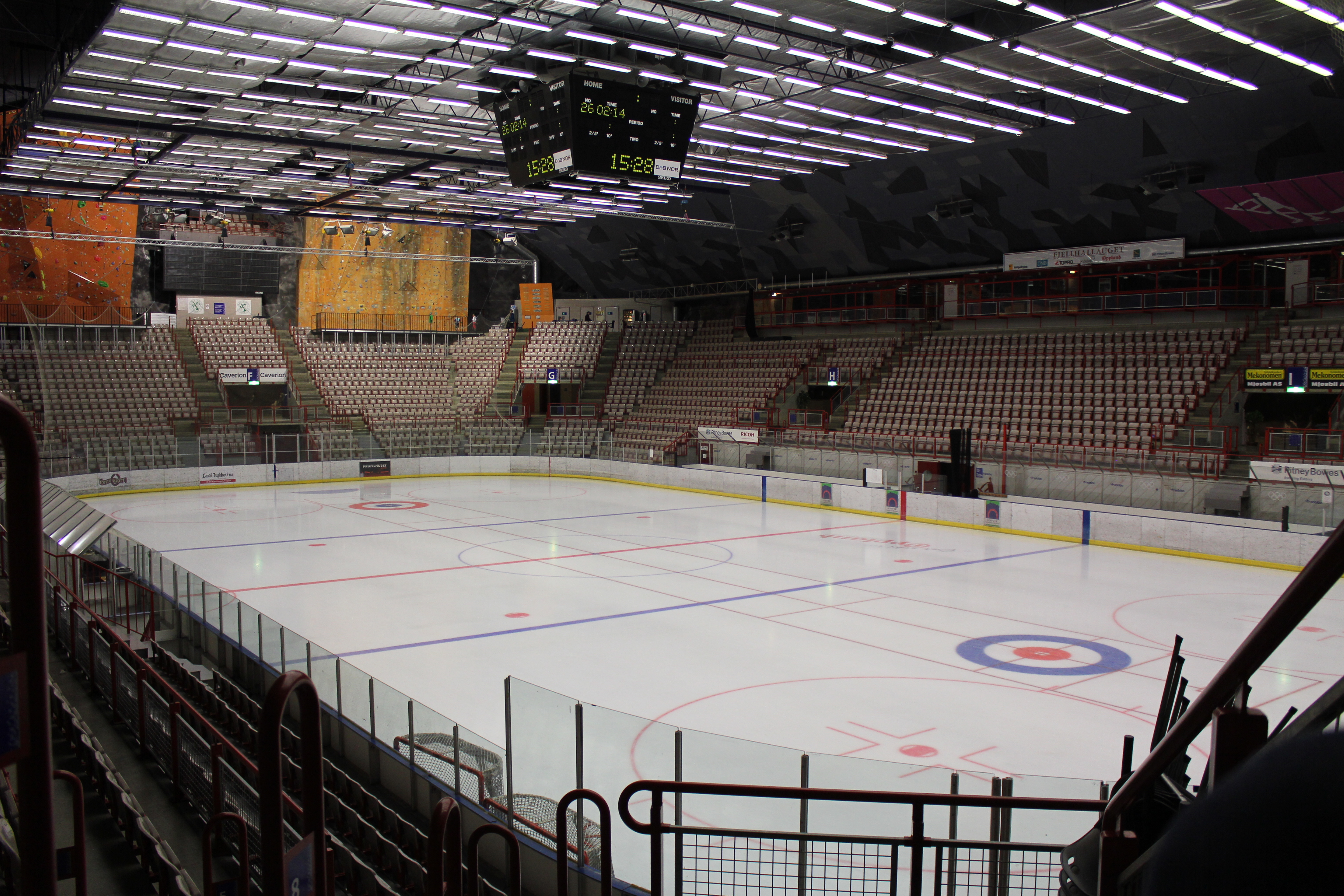
Gjøvik Olympiske Fjellhall

Asi 40 km jihovýchodně od města se ve městě Gjøvik nachází podzemní hokejová hala Gjøvik Olympiske Fjellhall.

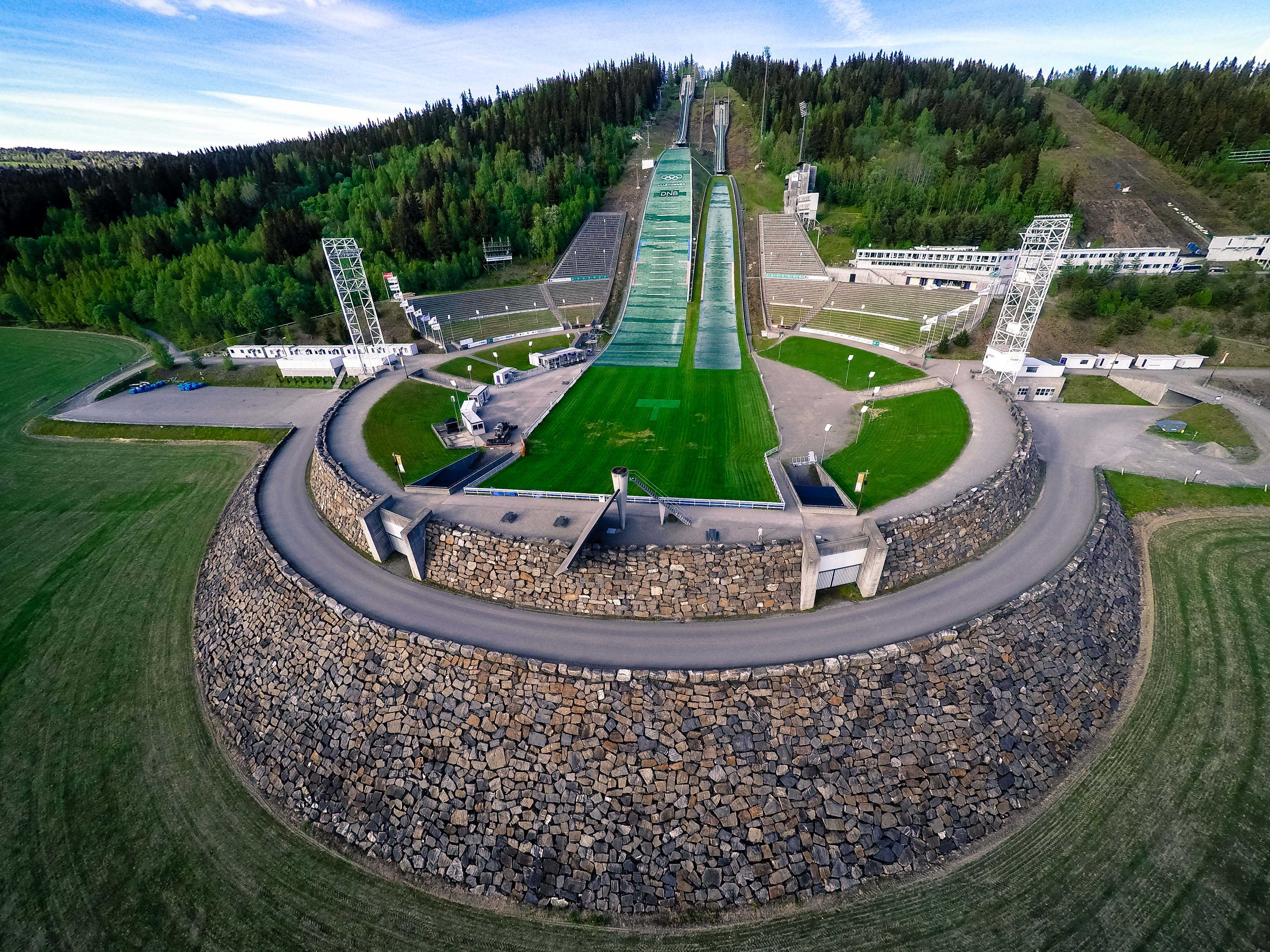
Lysgårdsbakken v létě

Skokanský stadion Lysgårdsbakken (Lysgårdsbakkene Hoppanlegg) se dvěma můstky určenými pro skoky na lyžích byl dokončen v roce 1992 a nachází se východně od města.
Asi 15 kilometrů severně od města, na severní hranici kommune, se nachází bobová a sáňkařská dráha Lillehammer Olympiske Bob-og Akebane využívaná během zimních her.

## Kultura a společenský život
Každoročně se ve městě pořádají festivaly norské literatury, jazzu, blues, dětských a animovaných filmů (Amandusfestivalen). Ve skokanském areálu Lysgårdsbakken probíhá jeden ze závodů Světového poháru ve skocích na lyžích.